# Janez Virneburški
Janez Virneburški (* 13. ali 14 stoletja; † 23 junija 1371 v Utrechtu) je bil 1362/1363 izvoljen, a ne papeško priznan nadškof v Kölnu kot Janez I. 1363 do 1364 in škof v Münstru ter nato kot Janez V.  škof v Utrechtu.

## Življenje
Janez je izhajal iz plemiške družine Virneburških iz Eifla. Njegov oče je bil Robert III. Virneburški. Janezov vzpon je podpiral istoimenski prošt in stolni dekan Janez Virneburški starejši. Tako kot njegov stric je tudi mlajši Janez postal stolni dekan v Kölnu.

### Izvoljen za kölnskega nadškofa
Po smrti nadškofa Viljema Gennepskega je stolni prošt Viljem Schleidenski izvolil Janeza Virneburškega za kölnskega nadškofa. Dejansko je bil izvoljen. Nenazadnje so volitve finančno podprli grof Gerhard Virneburški in drugi sorodniki. Z izvolitvijo pa se del stolnega kapitlja ni strinjal. Ti so se opredelili za lieškega škofa Engelberta. Obe strani sta se obrnili na papeža v Avignonu. Janez Virneburški se je celo osebno pojavil v kuriji. A do odločitve ni prišlo, ker je papež Inocenc VI. takrat umrl. Janez se je vrnil v Köln in nadaljeval z nastopi kot izbranec ter s svojim razkošnim načinom življenja obremenjeval finance škofije. Precejšen del cerkvenega premoženja je podaril tudi sorodnikom.
Papež Urban V. je na njegovo mesto imenoval Adolfa von der Marka za nadškofa Kölna. V zameno je Janeza Virneburškega leta 1363 postavil za škofa v Munstru, kjer je Adolf prej služboval. Ko je Adolf prevzel službo v Kölnu, je naletel na odpor Janeza Virneburškega, ki se je še naprej videl kot upravitelj nadškofije. Šele ko je Adolf prepoznal darila Janezovim sorodnikom, je Janez popustil. Da izguba nadškofovskega mesta ne bi bila preveč boleča, mu je papež podelil dohodke kölnskega stolnega dekana za nadaljnjih šest let.

### Škof v Münstru
V Münstru je naletel na odpor in ni bil kos službi. O njegovem času tam je malo znanega, le da je prodal nerabljeno škofovsko palačo pri stolnici za 100 mark. Namesto tega ga je papež imenoval za utrechtskega škofa.

### Škof v Utrechtu
Od leta 1364 je bil Janez Virneburški škof v Utrechtu. Ni mu uspelo uveljaviti svoje suverene oblasti proti stolnemu kapitlju, plemstvu in mestnemu meščanstvu. Od prvih let njegovega mandata je protiškofovsko plemstvo plenilo in požigalo. Leta 1368 (28. oktobra) se mu je zgodila nesreča, da so ga v gradu Goor, kjer je prenočil, napadli in ujeli nekateri plemiči, ki so ga izpustili šele po plačilu odkupnine 33.600 goldinarjev. To ga je prisililo v zastavo pravic in posesti, kar je prispevalo k povečanju dolga škofije. Njegov mandat so zasenčili tudi zunanji dogodki, kot sta kuga in uničujoče poplave. Po sporih s stolnim kapitljem in Albertom Bavarskim (v vlogi grofa Holandije, Zelandije in Hainauta ter gospodarja Frizije) je leta 1371 nepričakovano umrl. Ni jasno, ali je umrl zaradi melanholije ali zastrupitve.
V katedrali v Utrechtu je dobil manj dodelano grobnico, o kateri ni ohranjenih nobenih sledi.